# بر قانونی
برقانونی یا آنتیومیانیسم ( یونانی باستان : ἀντί [ anti ] "علیه" و νόμος [ nomos ] "قانون") هر دیدگاهی است که قوانین یا قانون گرایی را رد می کند و علیه هنجارهای اخلاقی، مذهبی یا اجتماعی (لاتین: mores ) استدلال می کند یا حداقل به این صورت در نظر گرفته می شود. این اصطلاح هم معنای دینی دارد و هم معنای سکولار .
در برخی از نظام‌های اعتقادی مسیحی، آنتیومیانیست کسی است که اصل نجات از طریق ایمان و فیض الهی را به حدی می‌رساند که ادعا می‌کند نجات‌یافته ملزم به پیروی از قانون اخلاقی مندرج در ده فرمان نیست.   آنتیومیست ها معتقدند که ایمان به تنهایی تضمین کننده امنیت ابدی در بهشت، صرف نظر از اعمال فرد است. 
آنینومیانیسم برای تعلیم اینکه مؤمنان «مجوز گناه»  دارند و گناهان آینده نیازی به توبه ندارند، در نظر گرفته شده است.  
نمونه‌هایی از آنتینومیانیست‌هایی که تشکیلات مذهبی با آن‌ها مقابله کردند عبارتند از: نقد مارتین لوتر از آنتی‌ومیانیسم و مناقشه آنتی‌نومیایی مستعمره خلیج ماساچوست در قرن هفدهم. اتهام ضد نومیسیستی به اصلاح طلبان، باپتیست ها و برخی کلیساهای غیر فرقه ای زده شده است.   
حلاج، عارف صوفی قرن اخیر، متهم به برقانونی بود.
مفاهیم واجرایانا و تانترا که شامل مناسک جنسی می‌شوند، گاهی برای بودیسم و هندوئیسم «بر قانونی» توصیف می‌شوند.